# Echter Binkelweizen
Binkelweizen oder Zwergweizen (Triticum compactum, Syn.: Triticum aestivum subsp. compactum) (meistens nur als Binkel bezeichnet) besitzt mehrere begrannte und unbegrannte Varietäten in Sommer- und Winterformen. Charakteristisch sind vor allem die auffallend kurzen und kompakten Ähren. Sie alle gehören zu der Gattung Weizen (Triticum) innerhalb der Familie der Süßgräser (Poaceae). Ähnlich wie Dinkel und Weichweizen besitzt Binkel einen sechsfachen Chromosomensatz, also 2n = 6x = 42 Chromosomen.
Nachfolgend wird vor allem die in Württemberg aktuell rekultivierte Varietät / Alte „Sorte“ Samtrot Ur-Binkel als typische Vertreterin und Leitsorte innerhalb der „Echten Binkel“ beschrieben (Kurzname Samtrot).

## Entstehung und kurze Geschichte
Die evolutionäre Entwicklung der Binkelart verlief ähnlich wie beim Weichweizen. Zu den „Eltern“ zählen deshalb Einkorn (Genom AA), Emmer (AABB) und Ziegengras (Aegilops tauschii) (DD). Binkel ist deshalb hexaploid – mit Genom AABBDD. Mit den Arten innerhalb der Gattung Triticum ist er meistens gut kreuzbar. Im Unterschied zum Dinkel (Spelz) ist er aber nacktdreschend.
Die Verbreitung vom Binkel in Europa (vor allem im Alpenraum) erfolgte nachweislich vor tausenden von Jahren, etwa gleichzeitig mit dem Weichweizen und Dinkel. Über Binkel ist das Wissen vergleichsweise geringer, da es nur wenige archäologische Funde (Körner) gibt. Bekannt sind Funde vom Bodensee (Pfahlbauweizen), Mondsee und Sigmaringen, aus dem alpinen Raum und aus Ostdeutschland. Die größeren Anbaugebiete erstreckten sich bis in das 20. Jahrhundert in den Regionen Nordtirol, Süddeutschland, Norditalien, Frankreich und der Schweiz. Binkelfunde wurden öfters in Mischung mit Weizen- und Dinkelkörnern gemacht. Solche Mischungen wurden noch um 1920 in Tirol angebaut. Nach und nach wurde der kleinkörnige Binkel von den ertragreicheren Arten Weichweizen und Dinkel verdrängt, konnte sich aber in Europa in den bergigen Regionen sporadisch bis zum 20. Jahrhundert wegen seiner besonderen Eigenschaften halten (deshalb auch Bergweizen genannt). Bedeutsam waren die Tiroler Binkelsorten in Österreich bis 1962, die man heute versucht, zu rekultivieren. Heute gibt es in Österreich, Schweiz und Deutschland (in Bayern, Brandenburg und Nordrhein-Westfalen sowie im nachstehend genannten Projekt in Baden-Württemberg) einzelne Rekultivierungsprojekte (z. B. Anbauversuche des Vereins VERN e. V.).

## Rekultivierung und Wiedereinführung der Varietät Samtrot

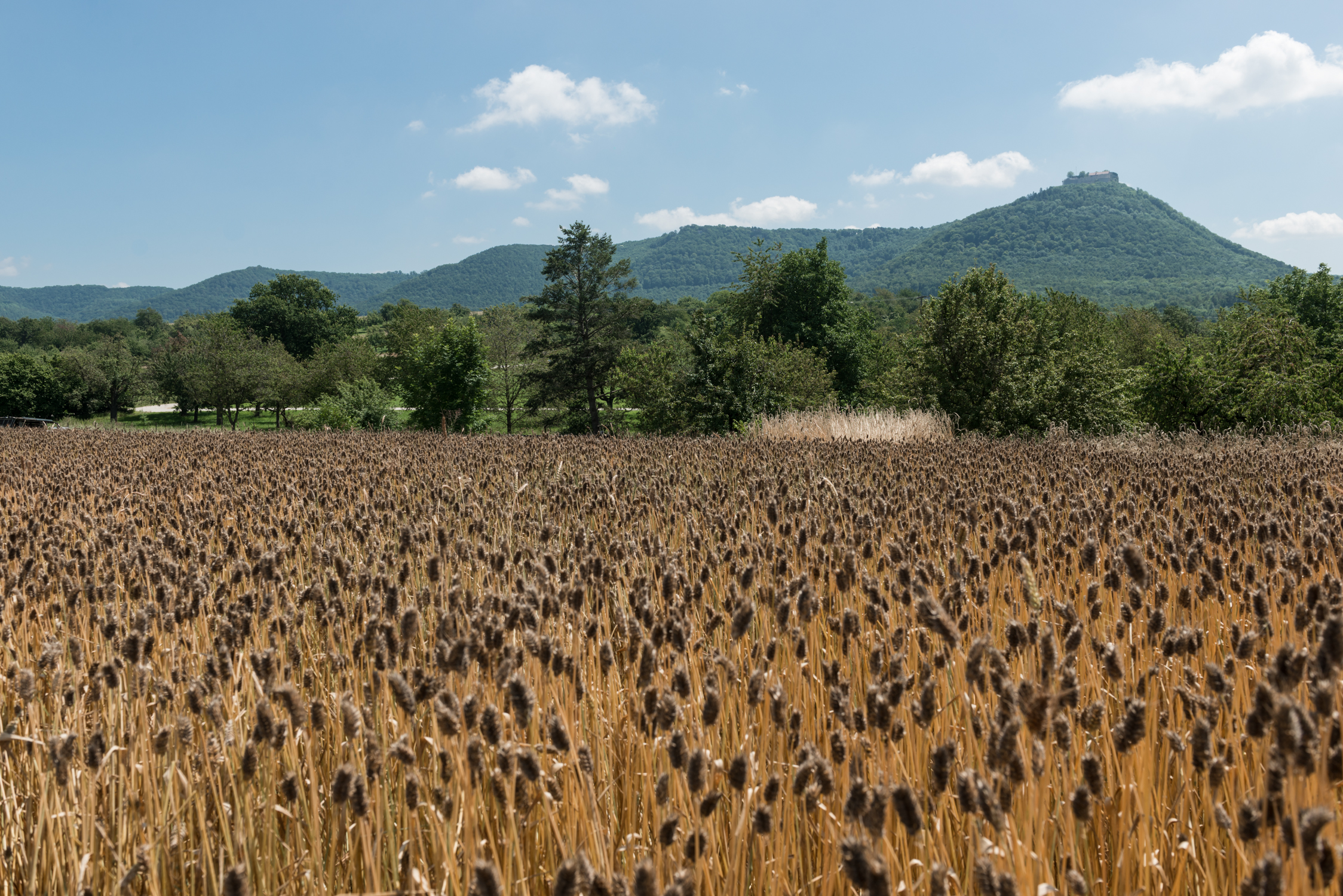
Binkel-Feld

In einem mehrjährigen Projekt zu alten Getreidearten wurden in Beuren im Projektgarten des Bäckerhauses Veit und in Bempflingen verschiedene seltene Varietäten bzw. Genotypen getestet (sogenannte Vermehrungen, Anbau auf größerer Fläche unter besonderer Aufsicht). Nach sechs Jahren wurde aus dem gesammelten Sortiment der ursprüngliche, genetisch reine Binkel (Echter Binkel) aus dem Genpool „Blauroter sammetiger Binkelweizen“ ausgewählt.
Die jüngsten Großanbauversuche mit erster Mähdrusch Ernte 2019 und 2020 bestätigten seine Eignung für den heutigen Anbau. Als optimale Anbauintensität stellte sich die mittelintensive, integrierte Anbauweise heraus mit reduzierter Düngung und dünneren Beständen. Die Erträge liegen mit ca. 3 Tonnen pro Hektar (t/ha) erwartungsgemäß signifikant unter denen von Weichweizen.

### Eigenschaften
Der SAMTROT ist ein Winterweizentyp, mittellang und die kurzen Ähren sind kompakt und „samtig“. Auffällig sind die kleinen rundlichen Körner. Wie Analysen durch die Universität Zlín in Mähren zeigten, sind die Körner eiweiß- und ballaststoffreich sowie reich an den Vitaminen B und E. Binkel galt früher (besonders in den Grenzgebieten des Getreideanbaus) als eine gute Brot- und Breigetreideart. Das lange Stroh fand eine besondere Verwendung für Flechtarbeiten und als Dachdeckung. Erste erfolgversprechende Brotbackversuche wurden vom Bäckerhaus Veit in Bempflingen, einer familiengeführten Bäckerei, 2020 durchgeführt (s‘ kleine B wie Binkel). Die Kruste war ausgeprägt, aber nicht hart, die Krume sehr locker, saftig und bekömmlich, der Geschmack nussig-kräftig.

## Bedeutung

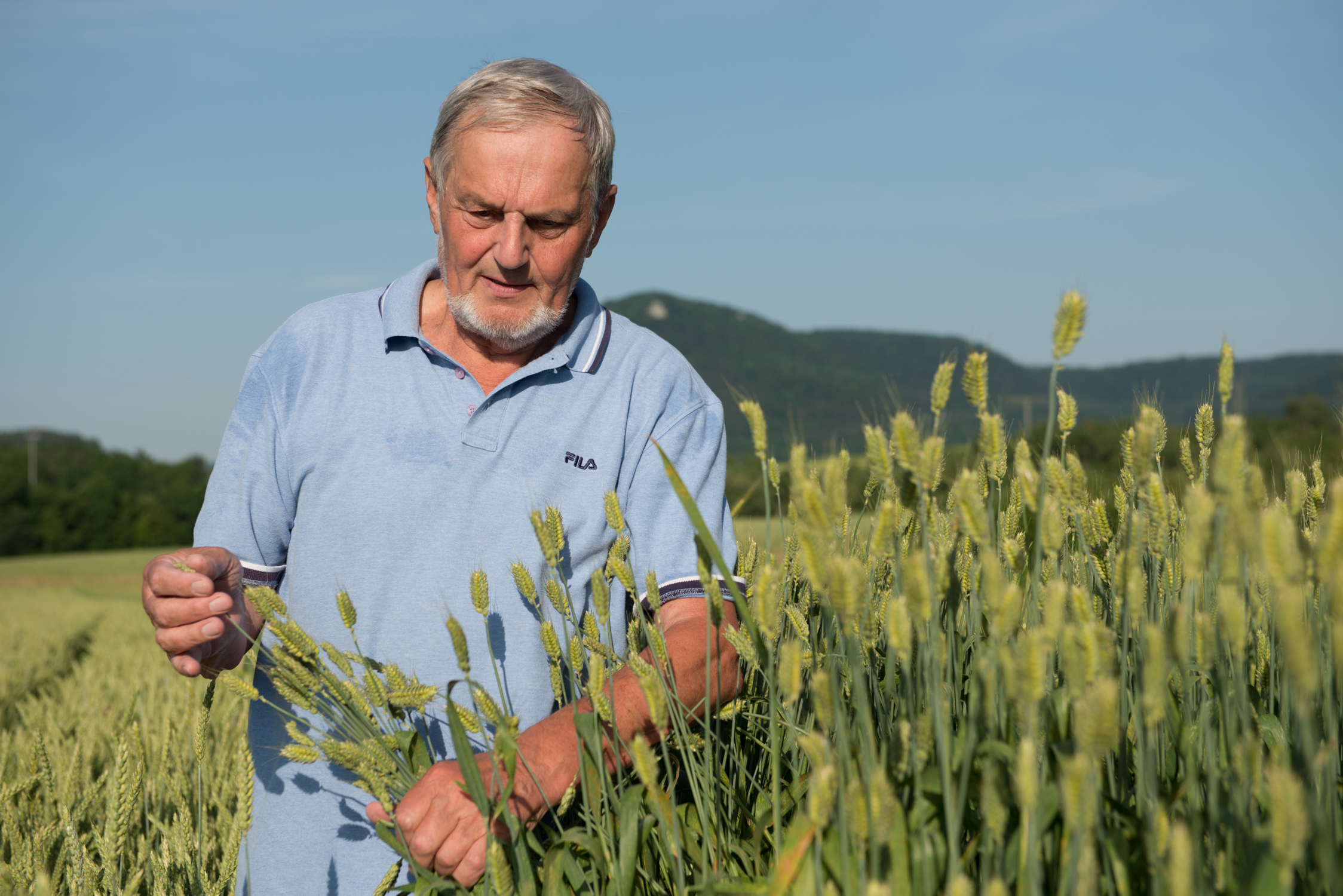
Jan Sneyd setzt sich für die Rekultivierung des Samtrot ein

In den noch vorhandenen Genpools der alten Sorten und Landsorten ist es schwierig, geeignete Varietäten für den heutigen Anbau zu finden und zu rekultivieren. Derartige Vorhaben sind bedeutend für die Erhaltung der Sortenvielfalt und Biodiversität. Die Rekultivierung dieser fast ausgestorbenen Art wurde als „Samtiger Binkel“ unter der Bezeichnung Samtrot Ur-Binkel durch die Eintragung in die „Rote Liste bedrohter einheimischer Nutzpflanzen“ anerkannt. Die Anerkennung dieser Varietät als Leitsorte unter und für die übrigen „Echten Binkelweizen“ als „Slow Food Arche-Passagier“ bzw. Passagier der Arche des Geschmacks Anfang 2021 belegt die Bedeutung von Rekultivierungsprojekten bei Nutzpflanzen.
Der regionale Anbau von Echtem Binkelweizen bei Vertragslandwirten stellt in Baden-Württemberg eine Alternative zum Anbau von Weichweizen dar.